# Sövde sommarby
Sövde sommarby är en bebyggelse i Sövde socken i Sjöbo kommun.

## Historia
Sövde sommarby är ett område med fritidshus i skogen väster om Sövde tätort. Det började bebyggas 1962. Området kallades från början Sövde fritidsby, men Sövde sommarby blev snart det vanligaste namnet. Samfällighetsföreningen Sövde skogsby bildades 2005 i samband med att marken köptes loss från Sövde pastorat. Bebyggelsen avgränsades före 2015 till en småort för att därefter räknas till tätorten Sövde.